# 竹山とよ子
竹山 とよ子（たけやま とよこ、1961年12月19日 - ）は、日本の元女子バスケットボール選手である。現姓永田（ながた）。宮崎県出身。

## 来歴
宮崎県立小林高等学校では2年次の選抜大会、3年次のインターハイ・国体いずれも初優勝。
卒業後は共同石油に所属し、日本リーグルーキ・オブ・ザ・イヤーを獲得。1981-82シーズンにはMVPも獲得。
全日本にも選ばれ、オリンピック・世界選手権はかなわなかったものの1986年アジア競技大会に出場。
引退後は母校である小林高校でアシスタントコーチを務める。
日本人初のWNBAプレイヤーである萩原美樹子が憧れの選手として挙げていたことで知られる。

## 日本代表歴
- 1986年アジア競技大会